# 馬里奧·費南迪斯
马里奥·菲盖拉·费尔南德斯（葡萄牙語：Mário Figueira Fernandes，發音：[ˈmarʲɪo fʲɪˈɡʲejrə fʲɪrˈnandɨs]；1990年9月19日—）是巴西裔俄罗斯足球運動員。在場上司職後衛。俄罗斯国家足球队成員。

## 個人生活
費爾南德斯曾與莫斯科中央陆军CEO羅曼·巴巴耶夫談過在2015年獲得俄羅斯公民身份的可能性，之前他才被邀請加入巴西隊。同年秋天，他恢復了關於獲得俄羅斯公民身份的談判，此時，他已決定並得到家人的全力支持。
2016年7月13日，他通過弗拉基米尔·普京的總統令獲得了俄羅斯國籍，據他說，這使他更有決心參加世界盃。
費爾南德斯目前不會說俄語，但已答應學習該語言和國歌。他是目前代表俄羅斯國家足球隊的三名巴西國民之一，另外兩名是吉列尔梅·马里纳图和阿里。
在獲得俄罗斯国籍後，费尔南德斯以东道主队球员身份參与2018年世界盃，並在8强对阵克羅埃西亞時在加時階段下半场接应队友罚球一记头搥扳平比分至2-2，成功把比赛拖入点球大战階段。但可惜最終因自己的点球射斜而导致球队以3-4的罚分僅败给克羅埃西亞出局，不過亦为国家创造出在苏联解体后世界盃的最佳成绩。

## 荣誉

### 球会
甘美奧阿雷格里港足球會
- 南里奥格兰德州联赛: 2010

莫斯科中央陸軍足球俱樂部
- 俄羅斯足球超級聯賽 (3): 2012–13、2013–14、2015–16
- 俄羅斯杯 (1): 2012–13
- 俄羅斯超級盃 (2): 2014、2018

### 个人
- 俄羅斯足球超級聯賽最佳33人 (1): 2012–13
- 银球奖 (1): 2011
- 2010南里奥格兰德州联赛冠军成员
- 莫斯科中央陆军球迷年度最佳球員 (1): 2018–19

## 外部連結
- Soccerway資料庫：馬里奧·費南迪斯